# Martinska Ves (Vrbovec)
 Martinska Ves  falu Horvátországban Zágráb megyében. Közigazgatásilag Vrbovechez tartozik.

## Fekvése
Zágrábtól 34 km-re északkeletre, községközpontjától 2 km-re délnyugatra fekszik. 

## Története
A települést 1880-ban említik először, amikor az egykori verebóci uradalmi erdő területén létrejött. Létrehozására a közeli Đurđište majorban (ma Đurište) dolgozók elszállásolása miatt volt szükség. Magát a majort 1857-ben létesítették egy Vrbovectől két kilométerre nyugatra emelkedő dombocskán. A hagyomány szerint nevét az alapító Đurđićokról kapta. A major ma a faluhoz tartozik, ipari létesítmények (a PIK Vrbovec húsüzem, a Gradip téglagyár és a Pevec üzletközpont) találhatók a területén.
A falunak 1890-ben 42, 1910-ben 75 lakosa volt. Trianonig Belovár-Kőrös vármegye Kőrösi járásához tartozott. 2001-ben 545 lakosa volt. 

## Lakosság
| Lakosság változása | Lakosság változása | Lakosság változása | Lakosság változása | Lakosság változása | Lakosság változása | Lakosság változása | Lakosság változása | Lakosság változása | Lakosság változása | Lakosság változása | Lakosság változása | Lakosság változása | Lakosság változása | Lakosság változása |
| ------------------ | ------------------ | ------------------ | ------------------ | ------------------ | ------------------ | ------------------ | ------------------ | ------------------ | ------------------ | ------------------ | ------------------ | ------------------ | ------------------ | ------------------ |
| 1857               | 1869               | 1880               | 1890               | 1900               | 1910               | 1921               | 1931               | 1948               | 1953               | 1961               | 1971               | 1981               | 1991               | 2001               |
| 0                  | 0                  | 0                  | 42                 | 52                 | 75                 | 65                 | 56                 | 226                | 281                | 344                | 343                | 469                | 472                | 545                |

## Külső hivatkozások
Vrbovec város hivatalos oldala